# Gran Premi de Bèlgica del 2021
El Gran Premi de Bèlgica del 2021 de la temporada de Fórmula 1 es va disputar al Circuit de Spa-Francorchamps entre els dies 27 a 29 d'agost.

## Classificació
La classificació es va celebrar el dia 28 d'agost.
| Pos                 | No | Pilot              | Constructor           | Part 1   | Part 2   | Part 3   | Sortida |
| ------------------- | -- | ------------------ | --------------------- | -------- | -------- | -------- | ------- |
| 1                   | 33 | Max Verstappen     | Red Bull-Honda        | 1:58.717 | 1:56.559 | 1:59.765 | 1       |
| 2                   | 63 | George Russell     | Williams-Mercedes     | 1:59.864 | 1:56.950 | 2:00.086 | 2       |
| 3                   | 44 | Lewis Hamilton     | Mercedes              | 1:59.218 | 1:56.229 | 2:00.099 | 3       |
| 4                   | 3  | Daniel Ricciardo   | McLaren-Mercedes      | 2:01.583 | 1:57.127 | 2:00.864 | 4       |
| 5                   | 5  | Sebastian Vettel   | Aston Martin-Mercedes | 2:00.175 | 1:56.814 | 2:00.935 | 5       |
| 6                   | 10 | Pierre Gasly       | AlphaTauri-Honda      | 2:00.387 | 1:56.440 | 2:01.164 | 6       |
| 7                   | 11 | Sergio Pérez       | Red Bull-Honda        | 1:59.334 | 1:56.886 | 2:02.112 | 7       |
| 8                   | 77 | Valtteri Bottas    | Mercedes              | 1:59.870 | 1:56.295 | 2:02.502 | 131     |
| 9                   | 31 | Esteban Ocon       | Alpine-Renault        | 2:01.824 | 1:57.354 | 2:03.513 | 8       |
| 10                  | 4  | Lando Norris       | McLaren-Mercedes      | 1:58.301 | 1:56.025 | S/Temps  | 152     |
| 11                  | 16 | Charles Leclerc    | Ferrari               | 2:00.728 | 1:57.721 |          | 9       |
| 12                  | 6  | Nicholas Latifi    | Williams-Mercedes     | 2:00.966 | 1:58.056 |          | 10      |
| 13                  | 55 | Carlos Sainz Jr.   | Ferrari               | 2:01.184 | 1:58.137 |          | 11      |
| 14                  | 14 | Fernando Alonso    | Alpine-Renault        | 2:01.653 | 1:58.205 |          | 12      |
| 15                  | 18 | Lance Stroll       | Aston Martin-Mercedes | 2:01.597 | 1:58.231 |          | 201     |
| 16                  | 99 | Antonio Giovinazzi | Alfa Romeo-Ferrari    | 2:02.306 |          |          | 14      |
| 17                  | 22 | Yuki Tsunoda       | AlphaTauri-Honda      | 2:02.413 |          |          | 16      |
| 18                  | 47 | Mick Schumacher    | Haas-Ferrari          | 2:03.973 |          |          | 17      |
| 19                  | 7  | Kimi Räikkönen     | Alfa Romeo-Ferrari    | 2:04.452 |          |          | 18      |
| 20                  | 9  | Nikita Mazepin     | Haas-Ferrari          | 2:04.939 |          |          | 19      |
| 107% Temps:2:06.582 |    |                    |                       |          |          |          |         |
| Font:               |    |                    |                       |          |          |          |         |

Notes
- ^1  Valtteri Bottas i Lance Stroll van ser penalitzats amb 5 posicions a la graella de sortida perquè causaren accidents a la cursa anterior.[4]
- ^2  – Lando Norris va rebre una sanció de 5 posicions per modificar la caixa del canvis.

## Resultats de la cursa
La cursa va tenir lloc a les 15:00 h del dia 29 d'agost. Després de 3 hores d'espera sota una pluja intensa i contínua, la cursa es va suspendre després que els pilots donessin 3 voltes amb el cotxe de seguretat. La carrera es va acabar amb només una volta, d'acord amb el reglament, amb els pilots rebent la meitat dels punts i essent la cursa més curta de la història de la Fórmula 1.
| Pos                                                        | No | Pilot              | Constructor           | Voltes | Temps / Retirada | Pos.Sortida | Punts1 |
| ---------------------------------------------------------- | -- | ------------------ | --------------------- | ------ | ---------------- | ----------- | ------ |
| 1                                                          | 33 | Max Verstappen     | Red Bull-Honda        | 1      | 3:27.071         | 1           | 12.5   |
| 2                                                          | 63 | George Russell     | Williams-Mercedes     | 1      | +1.995           | 2           | 9      |
| 3                                                          | 44 | Lewis Hamilton     | Mercedes              | 1      | +2.601           | 3           | 7.5    |
| 4                                                          | 3  | Daniel Ricciardo   | McLaren-Mercedes      | 1      | +4.496           | 4           | 6      |
| 5                                                          | 5  | Sebastian Vettel   | Aston Martin-Mercedes | 1      | +7.479           | 5           | 5      |
| 6                                                          | 10 | Pierre Gasly       | AlphaTauri-Honda      | 1      | +10.177          | 6           | 4      |
| 7                                                          | 31 | Esteban Ocon       | Alpine-Renault        | 1      | +11.579          | 8           | 3      |
| 8                                                          | 16 | Charles Leclerc    | Ferrari               | 1      | +12.608          | 9           | 2      |
| 9                                                          | 6  | Nicholas Latifi    | Williams-Mercedes     | 1      | +15.485          | 10          | 1      |
| 10                                                         | 55 | Carlos Sainz Jr.   | Ferrari               | 1      | +16.166          | 11          | 0.5    |
| 11                                                         | 14 | Fernando Alonso    | Alpine-Renault        | 1      | +20.590          | 13          |        |
| 12                                                         | 77 | Valtteri Bottas    | Mercedes              | 1      | +22.414          | 12          |        |
| 13                                                         | 99 | Antonio Giovinazzi | Alfa Romeo-Ferrari    | 1      | +24.163          | 15          |        |
| 14                                                         | 4  | Lando Norris       | McLaren-Mercedes      | 1      | +27.110          | 14          |        |
| 15                                                         | 22 | Yuki Tsunoda       | AlphaTauri-Honda      | 1      | +28.329          | 16          |        |
| 16                                                         | 47 | Mick Schumacher    | Haas-Ferrari          | 1      | +29.507          | 17          |        |
| 17                                                         | 9  | Nikita Mazepin     | Haas-Ferrari          | 1      | +31.993          | 19          |        |
| 18                                                         | 7  | Kimi Räikkönen     | Alfa Romeo-Ferrari    | 1      | +36.054          | PL          |        |
| 19                                                         | 11 | Sergio Pérez       | Red Bull-Honda        | 1      | +38.205          | PL2         |        |
| 20                                                         | 18 | Lance Stroll       | Aston Martin-Mercedes | 1      | +44.1083         | 20          |        |
| Volta ràpida: Nikita Mazepin (Haas-Ferrari) – No computada |    |                    |                       |        |                  |             |        |
| Font:                                                      |    |                    |                       |        |                  |             |        |

Notes
- ^1  – La meitat dels punts es van atorgar perquè es va cobrir menys del 75% de la distància de carrera.
- ^3  – Lance Stroll va rebre una penalització de 10 segons per canviar l'ala posterior durant la bandera vermella.

## Classificació després de la cursa
| Pos. | Pilot           | Punts | Canvis |
| ---- | --------------- | ----- | ------ |
| 1    | Lewis Hamilton  | 202.5 | =      |
| 2    | Max Verstappen  | 199.5 | =      |
| 3    | Lando Norris    | 113   | =      |
| 4    | Valtteri Bottas | 108   | =      |
| 5    | Sergio Pérez    | 104   | =      |

| Pos. | Constructor      | Punts | Canvis |
| ---- | ---------------- | ----- | ------ |
| 1    | Mercedes         | 310.5 | =      |
| 2    | Red Bull-Honda   | 303.5 | =      |
| 3    | McLaren-Mercedes | 169   | =      |
| 4    | Ferrari          | 165.5 | =      |
| 5    | Alpine-Renault   | 80    | =      |